# Tony Bland
Anthony Leon Bland, detto Tony (Los Angeles, 27 gennaio 1980), è un ex cestista statunitense, professionista in Russia e nella NBDL.

## Palmarès
- Campione NBDL (2006)
- USBL Rookie of the Year (2004)
- USBL All-Rookie Team (2004)